# جاكي هوتون
جاكي هوتون (بالإنجليزية: Jackie Hutton)‏ هو مدرب كرة قدم ولاعب كرة قدم بريطاني في مركز نصف الجناح، ولد في 23 أبريل 1944 في بلزهيل ‏ في المملكة المتحدة، وتوفي في 20 مايو 2015 في بلفاست في المملكة المتحدة. لعب مع سكونثورب يونايتد ونادي سانت ميرين وهاميلتون أكاديميكال.